# Rana subaquavocalis
Rana subaquavocalis (tên tiếng Anh: Ramsey Canyon Leopard Frog) là một loài ếch trong họ Ranidae.
Nó được tìm thấy ở Hoa Kỳ và có thể cả México.
Các môi trường sống tự nhiên của chúng là các khu rừng ôn hòa, vùng đồng cỏ ôn đới, sông có nước theo mùa, đầm nước ngọt, suối nước ngọt, ao, và hố lộ thiên. Loài này đang bị đe dọa do mất môi trường sống.